# حارة البر (صنعاء)
حارة  البر هي إحدى حارات حي فج عطان بمديرية السبعين إحد مديريات العاصمة اليمنية صنعاء، بلغ تعداد سكانها 1918 نسمة حسب تعداد اليمن لعام 2004.